# Petronà
Petronà (Petrunà in calabrese, Petronè in greco bizantino, ossia "di pietra") è un comune italiano di 2 315 abitanti della provincia di Catanzaro in Calabria. L'abitato è situato a 889 metri di altitudine nell'area geografica della Sila Piccola non lontano dal mar Ionio. Condivide, con il comune crotonese di Mesoraca, la cima del monte Femminamorta (m 1730), la terza cima più elevata della Sila Piccola, dopo il monte Gariglione (m 1765) e il monte Scorciavuoi (m 1745). Il suo territorio è compreso nel Parco nazionale della Sila.

## Società

### Evoluzione demografica
Abitanti censiti